# Nightmare (сингл Deuce)
«Nightmare» — песня американского рэп-рок исполнителя Deuce, седьмой трек из альбома Invincible и пятнадцатый сингл в дискографии музыканта.

## Работа над треком
Трек был записан в 2014 году. Частично посвящён бывшей группе Арона, Hollywood Undead. Релиз состоялся 13 октября 2015 года.

## Разногласия
Существуют разногласия по поводу того, считать ли «Nightmare» синглом или нет, так как песня должна была выйти вместе с альбомом и была слита неизвестными пользователями в сеть.

## Список композиций
| №  | Название    | Длительность |
| -- | ----------- | ------------ |
| 1. | «Nightmare» | 3:36         |